# Terry Virts

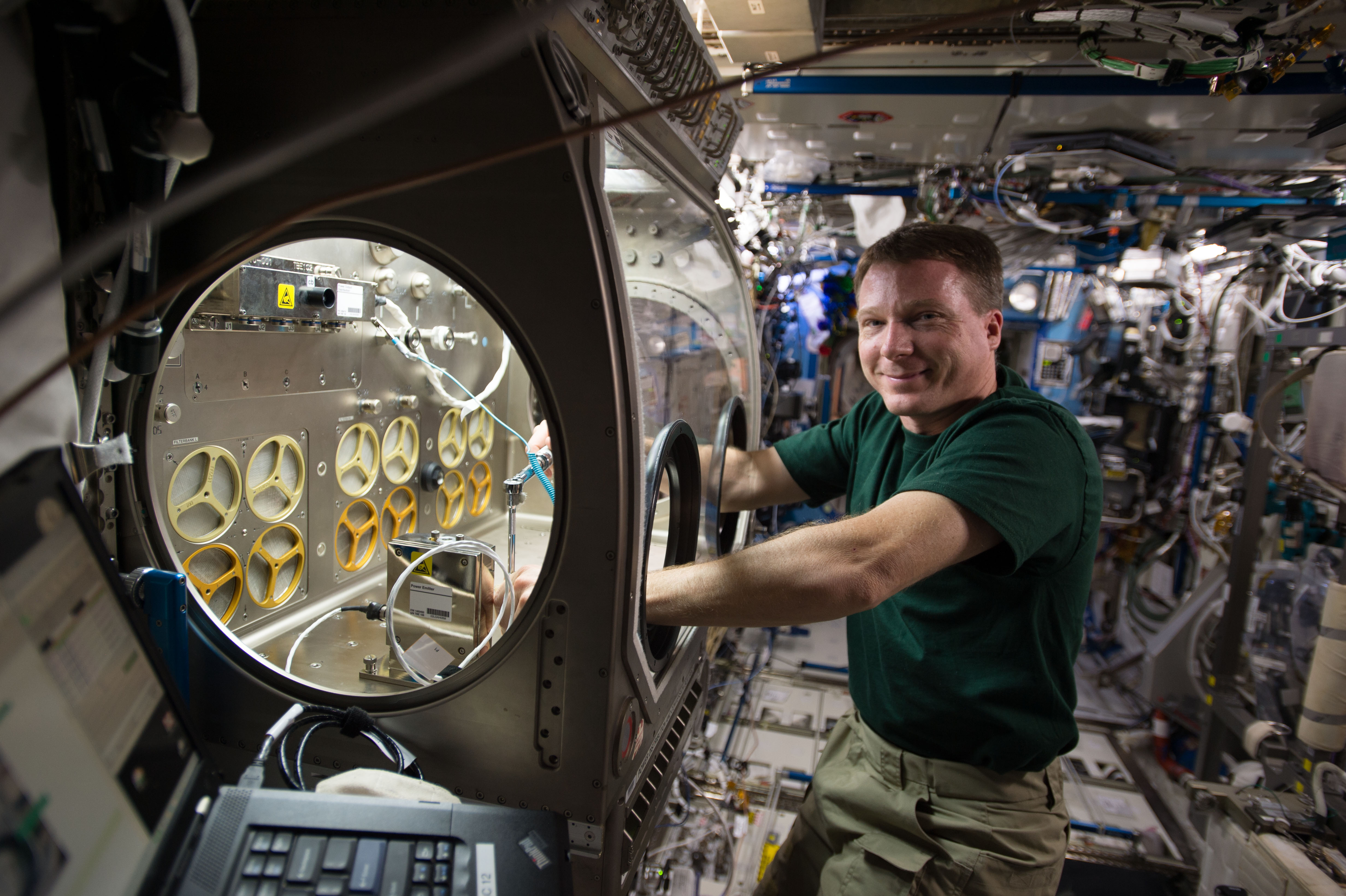
Terry Virts podczas wykonywania eksperymentu w laboratorium Destiny (Ekspedycja 42)

Terry Wayne Virts (ur. 1 grudnia 1967 w Baltimore, stan Maryland, USA) – pułkownik US Air Force, amerykański astronauta.

## Wykształcenie oraz służba wojskowa
- 1985 – ukończył Oakland Mills High School w Columbii (Maryland).
- 1988 – w ramach programu wymiany studentów uczelni wojskowych studiował we Francji w École de l’Air.
- 1989 – został absolwentem U.S. Air Force Academy, uzyskując licencjat z matematyki oraz stopień podporucznika.
- 1990 – rozpoczął służbę w Williams Air Force Base (Arizona). Tam ukończył podstawowe szkolenie w zakresie pilotażu F-16. Następnie został skierowany do 307 szwadronu taktycznego myśliwców w Homestead Air Force Base (Floryda), gdzie służył jako pilot.
- 1992 – po uderzeniu huraganu Andrew na bazę Homestead eskadrę przeniesiono do Moody Air Force Base (Georgia).
- 1993–1994 – służył w 36 dywizjonie myśliwskim stacjonującym w Osan Air Base w Korei Południowej. Brał udział w nocnych lotach na małej wysokości.
- 1995–1998 – był pilotem 22 dywizjonu myśliwskiego mającego swoją siedzibę w Spangdahlem Air Base (Niemcy). Brał udział w 45 lotach bojowych w Iraku mających na celu unieszkodliwienie tamtejszej obrony powietrznej.
- 1997 – na Embry–Riddle Aeronautical University otrzymał stopień magistra aeronautyki. Rozpoczął naukę w USAF Test Pilot School w kalifornijskiej bazie Edwards. Szkolenie zakończył w grudniu 1998.
- 1999–2000 – pozostał w Edwards Air Force Base, gdzie był pilotem doświadczalnym samolotów F-16 aż do wyboru na astronautę.

W sumie wylatał ponad 4300 godzin na ponad 40 różnych typach samolotów.

## Praca w NASA i kariera astronauty
- 2000 – 26 lipca został członkiem 18 grupy astronautów NASA. W sierpniu rozpoczął szkolenie na astronautę.
- 2002 – w Johnson Space Center zakończył przeszkolenie podstawowe, uzyskując uprawnienia pilota wahadłowca. Po kursie został skierowany do Biura Astronautów NASA do wydziału zajmującego się eksploatacją stacji kosmicznej (Station Operations Branch).
- 2003-2008 – kierował programem lotów astronautów na samolocie T-38 i pracował w laboratorium integracji awioniki promów kosmicznych (Shuttle Avionics Integration Laboratory). Poza tym w Centrum Kierowania Lotem w Houston podczas trwania Ekspedycji 8 – 19 oraz lotów wahadłowców od STS-115 do STS-126 utrzymywał łączność z astronautami pracującymi na orbicie (tzw. CapCom).
- 2008 – 5 grudnia został wyznaczony do załogi misji STS-130[1]. Powierzono mu funkcję pilota misji.
- 2010 – w lutym uczestniczył w blisko 14-dniowym locie kosmicznym na pokładzie promu Endeavour[2]. W misji tej na Międzynarodową Stację Kosmiczną (ISS) dostarczono i zainstalowano łącznik Tranquility i moduł obserwacyjny Cupola.
- 2014 – 23 listopada na pokładzie Sojuza TMA-15M poleciał na Międzynarodową Stację Kosmiczną. Wszedł w skład Ekspedycji 42 (jako inżynier pokładowy) i 43 (jako dowódca).
- 2015 – podczas Ekspedycji 42 w lutym i marcu wykonał trzy spacery kosmiczne trwające łącznie 19 godzin i 2 minuty[3]. 11 czerwca wrócił na Ziemię statkiem Sojuz TMA-15M.
- 2016 – 23 sierpnia opuścił korpus astronautów NASA.

## Nagrody i odznaczenia
- Defense Meritorious Service Medal
- Meritorious Service Medal
- Air Medal
- Aerial Achievement Medal
- Air Force Commendation Medal
- NASA Exceptional Achievement Medal
- NASA Space Flight Medal
- Universal Astronaut Insignia za lot orbitalny (nr 509) – Stowarzyszenie Uczestników Lotów Kosmicznych (Association of Space Explorers(inne języki))[4]

## Wykaz lotów
| Loty kosmiczne, w których uczestniczył Terry W. Virts                   | Loty kosmiczne, w których uczestniczył Terry W. Virts | Loty kosmiczne, w których uczestniczył Terry W. Virts | Loty kosmiczne, w których uczestniczył Terry W. Virts | Loty kosmiczne, w których uczestniczył Terry W. Virts | Loty kosmiczne, w których uczestniczył Terry W. Virts  | Loty kosmiczne, w których uczestniczył Terry W. Virts |
| Lp.                                                                     | Data startu                                           | Statek kosmiczny                                      | Data lądowania                                        | Statek kosmiczny                                      | Funkcja                                                | Czas trwania                                          |
| ----------------------------------------------------------------------- | ----------------------------------------------------- | ----------------------------------------------------- | ----------------------------------------------------- | ----------------------------------------------------- | ------------------------------------------------------ | ----------------------------------------------------- |
| 1                                                                       | 8 lutego 2010                                         | STS-130 Endeavour F-24                                | 22 lutego 2010                                        | STS-130 Endeavour F-24                                | Pilot misji                                            | 13 dni 18 godzin 6 minut i 22 sekundy                 |
| 2                                                                       | 23 listopada 2014                                     | Sojuz TMA-15M                                         | 11 czerwca 2015                                       | Sojuz TMA-15M                                         | Inżynier pokładowy Sojuza i ISS, dowódca Ekspedycji 43 | 199 dni 16 godzin 42 minuty i 43 sekundy              |
| Łączny czas spędzony w kosmosie — 213 dni 10 godzin 49 minut i 5 sekund |                                                       |                                                       |                                                       |                                                       |                                                        |                                                       |